# نیک وبر
نیک وبر (انگلیسی: Nick Weber؛ زادهٔ ۴ مهٔ ۱۹۹۵) بازیکن فوتبال اهل آلمان است.
از باشگاه‌هایی که در آن بازی کرده‌است می‌توان به باشگاه فوتبال نورنبرگ اشاره کرد.
وی همچنین در تیم‌های ملی فوتبال جوانان آلمان و جوانان آلمان بازی کرده‌است.